# Kirk O'Bee
Kirk O'Bee est un coureur cycliste américain né le 9 avril 1977 dans le Township d'Ada (Michigan). Professionnel de 2000 à 2009, il a fait l'objet de contrôles antidopage positifs à la testostérone en 2001, puis à l'EPO en 2009. Une suspension à vie a été prononcée à son encontre en 2010.

## Biographie
Kirk O'Bee commence sa carrière de coureur professionnel en 1999 dans l'équipe de troisième division Ikon-Lexus. En fin de saison, il est stagiaire dans l'équipe Mapei. En 2000, il intègre l'équipe US Postal Service. L'année suivante, il rejoint l'équipe Navigators. En juin, il fait l'objet d'un contrôle antidopage positif à la testostérone lors du Philadelphia International Championship, cadre du championnat des États-Unis sur route. L'agence antidopage américaine (USADA) le suspend un an à partir de juin 2002. Toujours membre de l'équipe Navigators, il gagne entretemps le Grand Prix de Rennes, le Grand Prix Pino Cerami et le titre de champion des États-Unis du critérium.
En 2004, après s'être classé deuxième du championnat des États-Unis sur route et du Grand Prix de Rennes et troisième du Tour de Cologne, il est sélectionné en équipe nationale pour la course en ligne des championnats du monde de 2004. Il ne finit pas la course. De 2006 à 2008, il court pour Health Net. Il remporte le Tour de Taïwan 2006, une deuxième titre de champion des États-Unis du critérium en 2007 et se classe troisième du Philadelphia International Championship en 2008.
En 2009, il est membre de Bissell. En mai, il est contrôlé positif à l'EPO. L'équipe Bissell le licencie à l'annonce de ce résultat en juillet. En octobre 2010, l'American Arbitration Association prononce une suspension à vie à son encontre et l'annulation de ses résultats obtenus entre le 3 octobre 2005 et le 29 juillet 2009, sur la base de documents fournis par l'USADA et prouvant qu'O'Bee s'est fourni en produits dopants durant cette période. Il est ainsi notamment déchu de son titre de champion des États-Unis du critérium de 2007.

## Palmarès
- 1997
  -  Champion des États-Unis de poursuite par équipes amateurs
- 1998
  - 2e du Ruban granitier breton
- 1999
  - Grand Prix de Lys-lez-Lannoy
  - Hasselt-Spa-Hasselt
  - 1re et 5e étapes du Tour de Moselle
  - 2e de l'Internationale Wielertrofee Jong Maar Moedig
- 2001
  -  Champion des États-Unis du critérium
- 2002
  - Grand Prix de Rennes
  - Grand Prix Pino Cerami
- 2004
  - 2e du championnat des États-Unis sur route
  - 3e du Grand Prix de Rennes
  - 3e du Tour de Cologne
- 2005
  - 4e et 6e étapes de la Cascade Classic
  - Tour de Delta :
    - Classement général
    - 2e étape

  - Tour de White Rock
  - 2e du Tour de Drenthe
  - 2e du CSC Invitational

## Classements mondiaux
| Année            | 2005 | 2006 | 2007 | 2008 | 2009 |
| ---------------- | ---- | ---- | ---- | ---- | ---- |
| UCI America Tour | 117e | 86e  | 315e | 38e  | 65e  |
| UCI Asia Tour    |      | 24e  |      |      |      |
| UCI Europe Tour  | 295e | 968e |      |      |      |
| UCI Oceania Tour |      |      | 63e  |      | 47e  |